# ملعب مينديزوروتزا
ملعب مينديزوروزا هو ملعب كرة قدم يقع في فيتوريا-غاستايز، إسبانيا وهو أرض نادي ديبورتيفو ألافيس.

## التاريخ
اُفتتح الملعب يوم 27 أبريل من عام 1924 وهو ثالث أقدم ملعب في إسبانيا بعد ملعبي إل مولينون و‌ميستايا.
شهد الملعب عدة توسيعات في تاريخه أهمها كانت في 1999.

## معرض صور

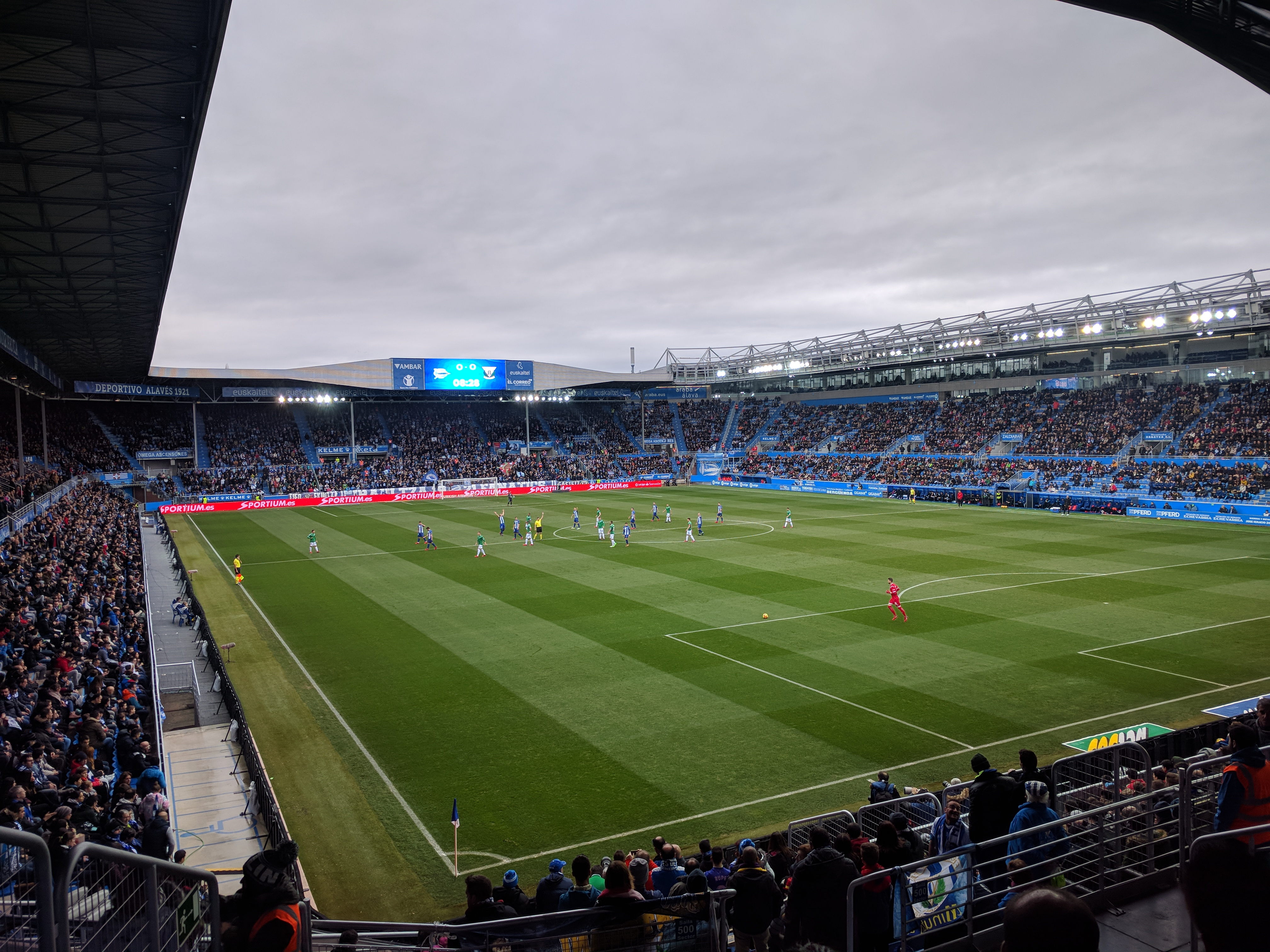
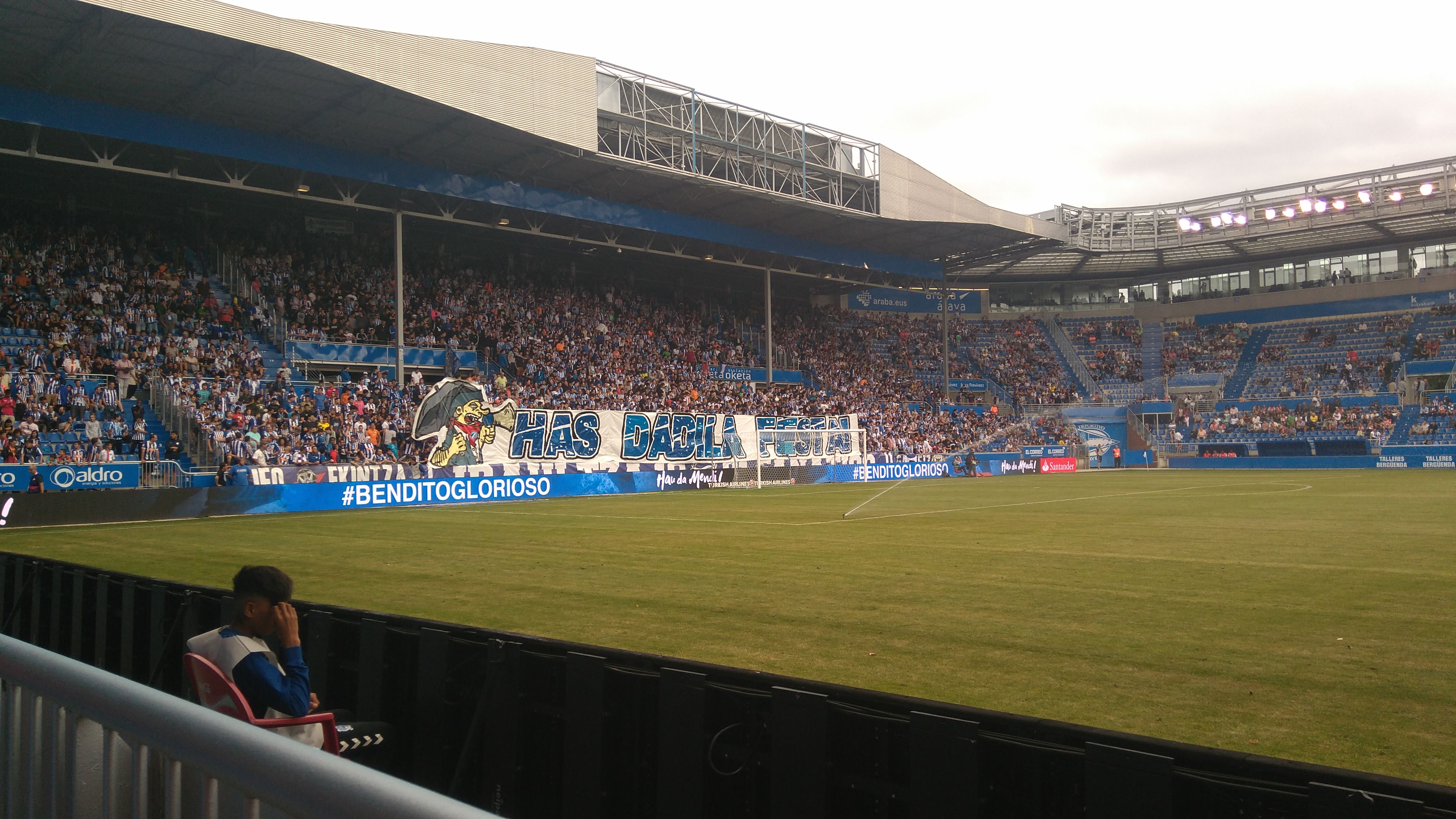
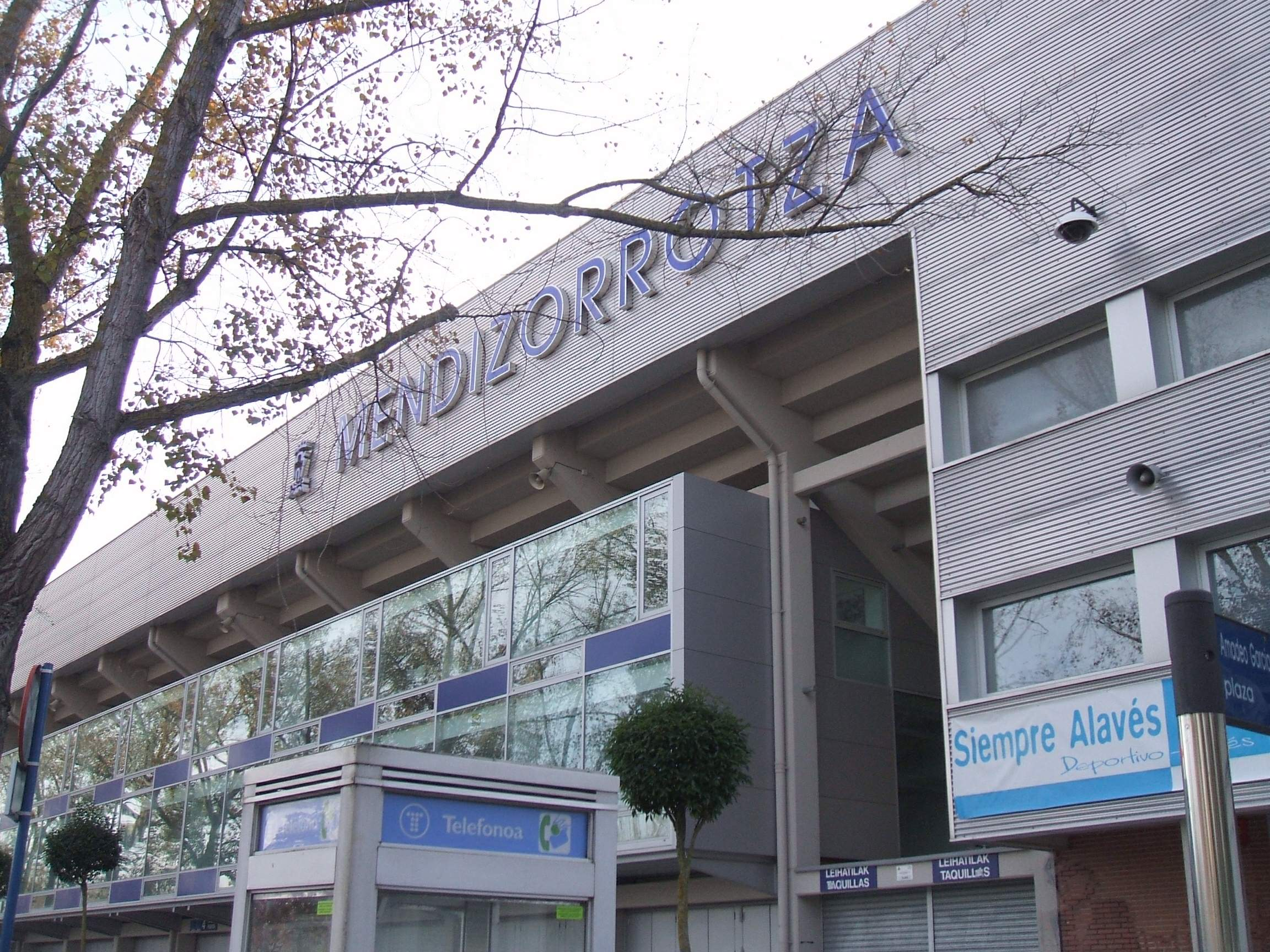
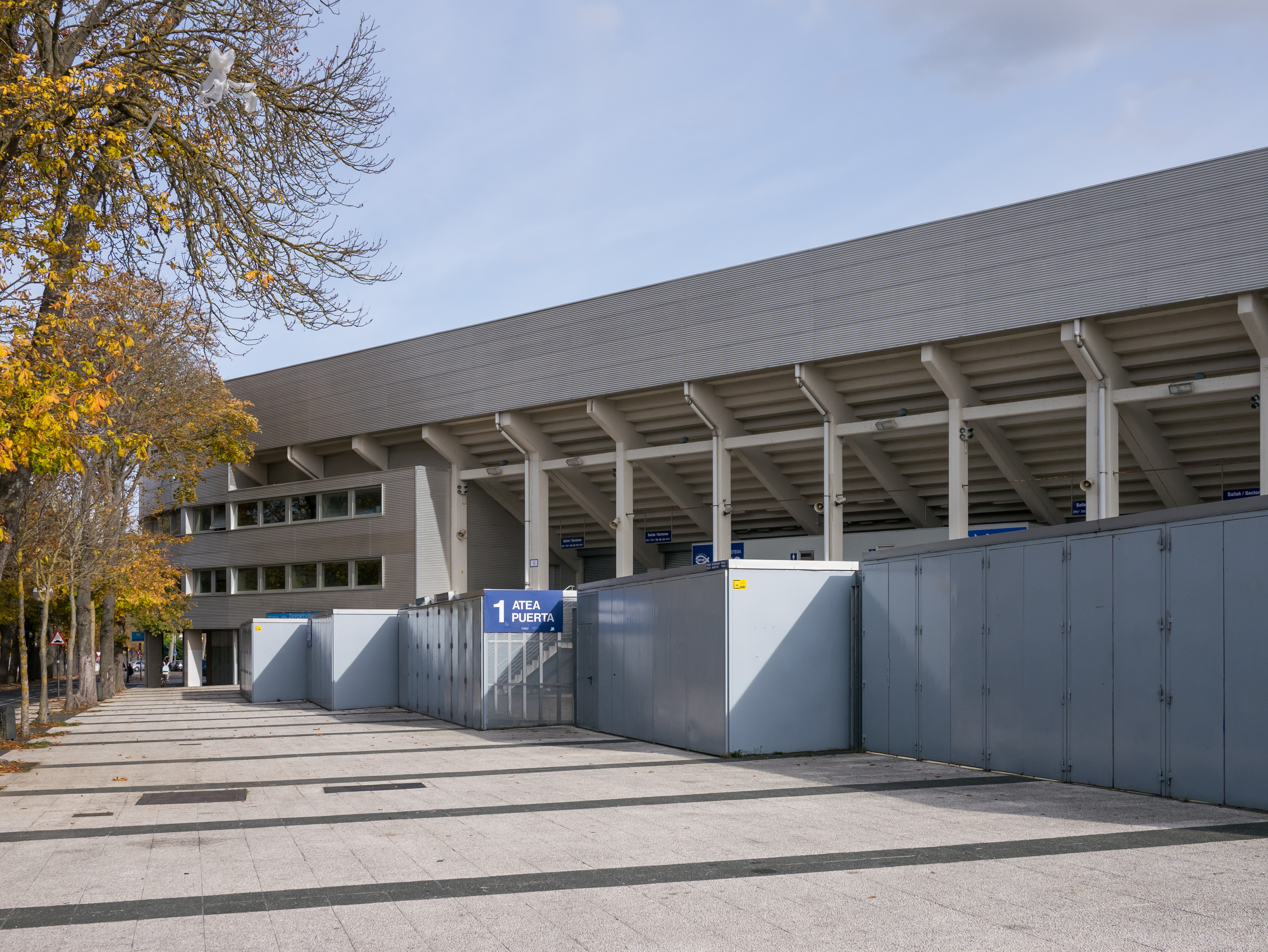